# Aéroport international de Recife
L'aéroport international de Recife/Guararapes – Gilberto Freyre (code IATA : REC • code OACI : SBRF) est un aéroport situé à Recife, au Brésil. Il s'agit du principal aéroport de l'État de Pernambuco et de l'un des cinq qui assurent des opérations régulières de transport de passagers, avec l'aéroport international de Petrolina, l'aéroport Fernando de Noronha, l'aéroport de Serra Talhada et l'aéroport de Caruaru. Il s'agit du terminal aéroportuaire le plus fréquenté du nord-nord-est du Brésil et du huitième aéroport brésilien en mouvement.

## Situation
| \| 200 km1:42 212 000 \| São Paulo-Guarulhos São Paulo-Congonhas Brasília Rio-Galeão Belo Horizonte Campinas Rio-Santos-Dumont Recife Porto Alegre Salvador Fortaleza Curitiba Florianópolis Belém Vitória Goiânia Manaus Navegantes |
| 200 km1:42 212 000 |

## Statistiques
Pour des raisons techniques, il est temporairement impossible d'afficher le graphique qui aurait dû être présenté ici.

Voir la requête brute et les sources sur Wikidata.

## Compagnies et destinations
| Compagnies              | Destinations |
| ----------------------- | --- |
| Azul Brazilian Airlines | - Aracaju (en), - Belém, - Belo Horizonte, - Brasília, - Campina Grande-J. Suassuna, - Feira de Santana (en), - Fernando de Noronha, - Fortaleza, - Fort Lauderdale-Hollywood, - Goiânia, - João Pessoa, - Juazeiro do Norte, - Maceió, - Manaus, - Montevideo Carrasco, - Mossoró, - Natal, - Orlando, - Palmas (en), - Paulo Afonso, - Petrolina, - Porto Alegre, - Rio de Janeiro/Galeão, - Salvador de Bahia, - São Luís, - São Paulo/Campinas, - São Paulo/Congonhas, - São Paulo/Guarulhos, - São Raimundo Nonato, - Teresina, - Vitória En saison: - Bauru-Arealva (en), - Curitiba, - Foz do Iguaçu, - Presidente Prudente, - Ribeirão Preto (en), - São José do Rio Preto (en), - Uberlândia |
| Azul Conecta            | - Araripina, - Cajazeiras, - Caruaru, - Garanhuns, - Patos, - Serra Talhada |
| Cabo Verde Airlines     | Sal-A. Cabral |
| Gol Linhas Aéreas       | - Belo Horizonte, - Brasília, - Buenos Aires-J. Newbery, - Fernando de Noronha, - Fortaleza, - Rio de Janeiro/Galeão, - Salvador de Bahia, - São Paulo/Congonhas, - São Paulo/Guarulhos En saison: Pendopo, Buenos Aires-Ezeiza, Goiânia, São Paulo/Campinas, Vitória |
| LATAM Brasil            | Brasília, Fortaleza, Rio de Janeiro/Galeão, São Paulo/Congonhas, São Paulo/Guarulhos |
| TAP Air Portugal        | Lisbonne-H. Delgado |
| Voepass Linhas Aéreas   | Campina Grande-J. Suassuna, Fernando de Noronha, Fortaleza, Natal, Salvador de Bahia |

Édité le 15/11/2018  Actualisé le 9/01/2024